# Vila Paciência
Vila Paciência, também conhecida como Favela do Aço, é uma favela carioca localizada em Santa Cruz, próximo à divisa com o bairro de Paciência.
Segundo dados de pesquisa realizada em 2002, tem cerca de 6000 habitantes. Internamente identificam-se duas áreas distintas: a Parte Baixa, onde ficam os “vagões”, como é chamada pelos moradores e a Parte Alta, chamada pelos moradores de “dialta”, onde ficam os blocos. Por ter sido um conjunto planejado (inicialmente para ser provisório) pelo governo do estado, nos anos 60, a comunidade é considerada um conjunto habitacional por parte dos órgãos públicos, dificultando o acesso a programas de melhoria em favela.